# Synagoge (Welyki Mosty)

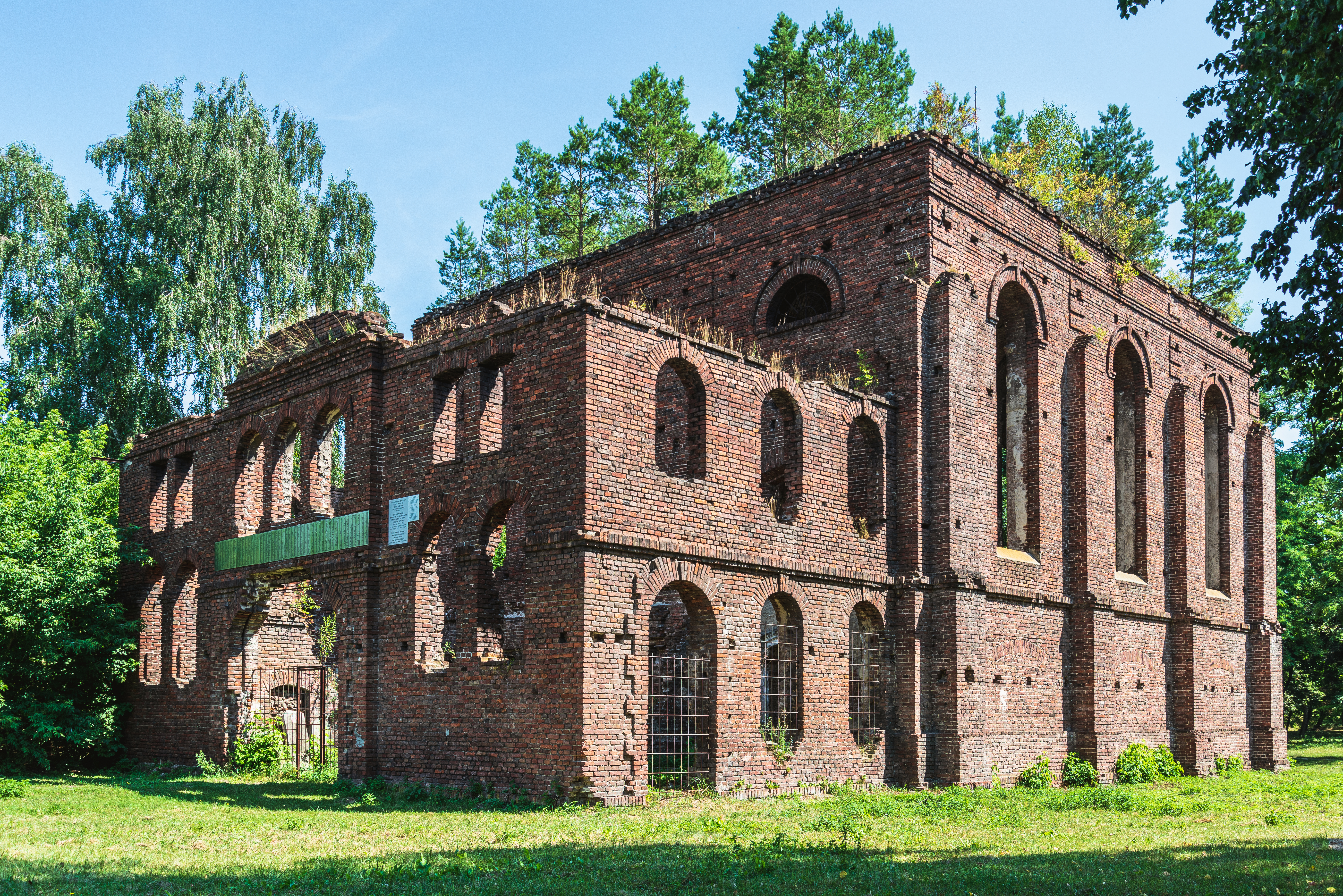
Synagoge in Welyki Mosty

Die Synagoge in Welyki Mosty in der ukrainischen Oblast Lwiw wurde zu Beginn des 20. Jahrhunderts erbaut. Heute ist sie eine Ruine.

## Geschichte
Die Synagoge wurde um 1900 erbaut. Zu dieser Zeit gab es noch eine weitere Synagoge. Diese wurde im Ersten Weltkrieg stark zerstört und nach dem Krieg abgerissen. Auch die neue Synagoge, die damals vermutlich noch nicht komplett fertiggestellt war, wurde teilweise beschädigt, danach aber repariert.
Im Zweiten Weltkrieg wurden viele Juden von den deutschen Besatzern in dem Gebäude lebendig verbrannt.
Nach dem Krieg bekam das Gebäude ein neues Dach und wurde für einige Jahre als Lagerhaus für Tierknochen verwendet. Nachdem in den 1950er Jahren das Dach des Hauptgebäudes durch einen Sturm abgedeckt worden war, wurde das Lager aufgegeben. Das Gebäude steht seitdem leer und verfällt.

## Architektur
Die Synagoge ist ein Backsteinbau und besteht aus dem Hauptgebäude und einer schmaleren und niedrigen Synagogenvorhalle. An der Nordseite steht ein eingeschossiges Gebäude, das als Lager und Werkstatt für Grabsteine dient. Es war vermutlich einst das jüdische Badehaus.
Das Hauptgebäude ist nahezu quadratisch (16 × 16 m) und fast 8 m hoch; die Vorhalle misst circa 8 × 16 m.
Im Inneren gibt es vier Säulen, die die Decke stützen. Dadurch erinnert die Struktur an die Architektur der im frühen 17. Jahrhundert gebauten Neun-Felder-Synagogen wie der Großen Maharscha-Synagoge in Ostroh und der Großen Vorstadt-Synagoge in Lemberg.